# Rastrelliger faughni
Rastrelliger faughni е вид бодлоперка от семейство Scombridae.

## Разпространение и местообитание
Видът е разпространен в Бангладеш, Бруней, Индия, Индонезия, Камбоджа, Малайзия, Мианмар, Папуа Нова Гвинея, Провинции в КНР, Сингапур, Тайван, Тайланд, Фиджи, Филипини и Хонконг.

## Описание
На дължина достигат до 20 cm, а теглото им е не повече от 750 g.